# 金獅集團
金獅集團，（英語：The Lion Group, Malaysia），是馬來西亞企業集團，主席是鍾廷森。 

## 历史
公司前身的創辦人是鍾廷森之祖父，他於1920年代由中國到新加坡經商，開設一間小型貿易公司。 在1978年，金獅獲得經營許可證，成為馬來西亞最大的鋼鐵生產廠。 其中一門投資是鈴木電單車配件、機械零件及加工廠。 鈴木電單車市場是在馬來西亞。
金獅集團的資產包括在馬來西亞的兩家煉鋼廠，年產量3百萬噸。 另外有一個沙巴的森林，面積等於四個新加坡的總和。 還有9間中國的啤酒廠、香港上市公司百盛集團及其他。  

## 金狮集团房地产[3]
以下列出由金狮集团开发的住宅园区：

## 相關
- 鈴木股份有限公司
- 百盛集团

## 子公司/(部分为上市公司)
- 金獅機構（LIONCOR Berhad，3581）
- 合鋼實業（AMSTEEL Berhad，2712）
- 金獅森林工業（LIONFIB Berhad，8486）